# Calliopsis barbata
Calliopsis barbata är en biart som först beskrevs av Timberlake 1952.  Calliopsis barbata ingår i släktet Calliopsis och familjen grävbin. Inga underarter finns listade.